# لويس هالر
لويس هالر (بالفرنسية: Georges-Joseph Haller)‏ هو مبارز بالسيف فرنسي، ولد في 30 ديسمبر 1864، وتوفي في 1 أغسطس 1929.

## وصلات خارجية
- لويس هالر على موقع أوليمبيديا (الإنجليزية)